# Aragonština
Aragonština (aragonsky Aragonés) je románský jazyk blízce příbuzný španělštině používaný v údolí řeky Aragón, Sobrarbe a Ribagorza, v provincii Huesca ve španělském autonomním společenství Aragonii. Města, kde se jazyk používá, jsou například Huesca, Graus, Mazón, Bielsa nebo Echo. Jedná se o jediný novodobý jazyk ze středověké navarro-aragonštiny, který přežil jinak než španělština. Má několik nářečí podle oblasti, a místní pro něj tak mají různé názvy – cheso z údolí Valle de Hecho nebo patués z Valle Benasque. V dnešní době má 8 000–12 000 aktivních mluvčích. Jedná se o ohrožený jazyk, kterému hrozí zánik. V roce 2009 byl uznán jako vlastní jazyk Aragonie.

## Historie
Aragonština vznikla ve vrcholném středověku, v údolí řeky Ebro a nahradila původní jazyky v oblasti, které byly pravděpodobně podobné baskičtině. Jazyk se rozšiřoval společně s šířením Aragonského království během reconquisty, převážně na jihovýchod. Důležitou osobou pro tento jazyk byl Johan Ferrandez d'Heredia, velmistr Řádu maltézských rytiřů, autor mnoha knih v aragonštině a překladatel z řečtiny do aragonštiny. Během 15. století začalo docházet k ústupu aragonštiny kastilštině (španělštině) a bodem zlomu pro tento ústup byla korunovace Ferdinanda I. Aragonského. Roku 1707 král Filip V. zakázal aragonštinu ve školách a jazykem Španělského království byla již pouze kastilština. Od té doby se aragonština vyskytovala jako jazyk chudých rolníků v původní oblasti výskytu a ve školách bylo její používání trestáno. Od roku 1978 je aragonština opět uznávána jako vlastní jazyk. 

## Výuka
Od roku 1997 májí Aragoňané a Katalánci právo na výuku vlastního jazyka a ve vlastním jazyce. Ve školním roce 1997/98 byly proto zavedeny hodiny aragonštiny a to jako neznámkovaný, dobrovolný předmět.
Předškolní výuka
Na žádost rodičů je dětem v mateřské škole umožněna výuka aragonštiny v rozsahu 30-60 minut týdně. Ve školním roce 2013/14 tyto hodiny bralo 262 studentů.
Základní školy
Pro první stupeň základních škol byl v Aragonii vytvořen kompletní vzdělávací plán. Dlouhodobým problémem je zde nedostatek učitelů, v roce 2014/15 tp bylo 7 učitelů na 320 studentů a v roce 2017 12 učitelů na 1068 studentů. 
Střední školy
Pro druhý stupeň základních škol chybí vzdělávací plán a oficiální učebnice (k dispozici jsou dvě učebnice neoficiální). Většina učitelů tak raději využívá vlastní materiály. Ve většina škol není tento předmět známkován. V roce 2007 byla umožněna výuka v aragonštině, nicméně pro tento typ výuky neexistuje vzdělávací plán. Ve školním roce 2014/15 se aragonštinu na druhém stupni učilo 14 studentů.
Vyšší vzdělávání
Aragonštinu není možné vystudovat na vysoké škole. Je možné získat titul Bc./Mgr. v oboru výuky jazyků, nicméně bez specializace na aragonštinu. Pro výuku aragonštiny je tedy nutné tento jazyk ovládat z mimoškolního prostředí. Zároveň Španělsko postrádá jednotnou jazykovou zkoušku z aragonštiny, hodnocení je tedy individuální na každé škole.

## Příklady

### Číslovky
| Aragonsky | Česky |
| un / uno  | jeden |
| dos       | dva   |
| tres      | tři   |
| cuatre    | čtyři |
| cinco     | pět   |
| seis      | šest  |
| siet      | sedm  |
| ueito     | osm   |
| nueu      | devět |
| diez      | deset |

## Vzorový text

### Všeobecná deklarace lidských práv
| aragonsky  | Totz os hombres naixen libres y iguals en dignidat y en dreitos. Dotatos de razón y de consciencia, s'han de comportar fraternalment os uns con os atros.                   |
| španělsky  | Todos los seres humanos nacen libres e iguales en dignidad y derechos y, dotados como están de razón y conciencia, deben comportarse fraternalmente los unos con los otros. |
| katalánsky | Tots els éssers humans neixen lliures i iguals en dignitat i en drets. Són dotats de raó i de consciència, i han de comportar-se fraternalment els uns amb els altres.      |
| česky      | Všichni lidé se rodí svobodní a sobě rovní co do důstojnosti a práv. Jsou nadáni rozumem a svědomím a mají spolu jednat v duchu bratrství.                                  |

### Text zPána prstenů
Pro srovnání aragonštiny se španělštinou, katalánštinou, galicijštinou a portugalštinou, je text uveden ve všech pěti jazycích.
| aragonsky   | Tres aniellos t'os Reis Elfos baixo o cielo, Siet t'os Sinyors Nanos en casa de piedra, Nueu t'os Hombres Mortals condenaus a morir, Uno t'o sinyor Fosco, sobre a cadiera reyal escura En a Tierra de Mordor a on s'ixemenan as Uembras Un Aniello ta gubernar-los a totz, Un Aniello ta trobar-los, Un Aniello ta atrayer-los a totz y piar-los en as tiniebras En a Tierra de Mordor a on s'ixemenan as Uembras   |
| španělsky   | Tres Anillos para los Reyes Elfos bajo el Cielo. Siete para los Señores Enanos en palacios de piedra. Nueve para los Hombres Mortales condenados a morir. Uno para el Señor Oscuro, sobre el trono oscuro en la Tierra de Mordor donde se extienden las Sonbras Un Anillo para gobernarlos a todos y atarlos a las Tinieblas en la Tierra de Mordor donde se extienden las Sombras.                                  |
| katalánsky  | Tres anells per als Reis Elfs sota el cel, Set per als Senyors Nans als palaus de pedra, Nou per als Home(n)s* Mortals destinats a morir. Un per al Senyor Fosc, al seu tron fosc, a la Terra de Mordor, on s'estenen les Ombres. Un anell per a governar-los tots, un anell per a trobar-los, Un Anell per a portar-los, i lligar-los en les tenebres a la terra de Mordor on s'estenen les Ombres.                 |
| galicijsky  | Tres aneis para os Reis Elfos baixo o ceo, sete para os señores Ananos nos seus pazos na pedra nove para os Homes Mortais que han morrer, un para o Señor Escuro, sobre o seu trono escuro na terra de Mordor, onde se achan as tebras. Un anel para mandar en todos, un para atopalos, un para achegalos a todos e na escuridade atalos, na terra de Mordor, onde se achan as tebras.                               |
| portugalsky | Tres anéis para os Reis-Elfos sob este céu, Sete para os Senhores-Anões em seus rochosos corredores, Nove para Homens Mortais, fadados ao eterno sono, Um para o Senhor do Escuro em seu escuro trono Na Terra de Mordor onde as Sombras se deitam. Um Anel para a todos governar, Um Anel para encontrá-los, Um Anel para a todos trazer e na escuridão aprisioná-los Na Terra de Mordor onde as Sombras se deitam. |
| česky       | Tři prsteny pro krále elfů pod nebem, Sedm vládcům trpaslíků v síních z kamene, Devět mužům: každý je k smrti odsouzen, Jeden pro Temného pána, jenž dlí na trůně v zemi Mordor, kde se snoubí šero se šerem. Jeden Prsten vládne všem, Jeden jim všem káže, Jeden všechny přivede, do temnoty sváže v zemi Mordor, kde se snoubí šero se šerem.                                                                     |